# Clymenien
Die Clymenien (Clymeniida) sind eine Ordnung von jungpaläozoischen Ammoniten (Ammonoidea). Sie stellen im Devon wichtige Leitfossilien.

## Merkmale
Die Gehäuse variieren von dünn-scheibenförmig bis dick. Der Nabel ist weit bis geschlossen. Der Siphonalstrang liegt im Gegensatz zu allen anderen Ammonoidea dorsal. Die Lobenformel ist LI mit vielen Modifikationen während der Evolution der Gruppe; z. B. Entwicklung eines E-, A- und U-Lobus. Die Formen sind generell schwach ornamentiert mit Anwachslinien oder mit schwachen Rippen.

## Systematik
Die Ordnung wird derzeit in zwei Unterordnungen mit jeweils einigen Überfamilien unterteilt:
- Ordnung Clymeniida Hyatt, 1884
  - Cyrtoclymeniina Korn & Klug, 2002
    - Überfamilie Cyrtoclymenioidea Hyatt, 1884
    - Überfamilie Biloclymenioidea Bogoslovsky, 1955

  - Unterordnung Clymeniina Hyatt, 1884
    - Überfamilie Platyclymenioidea Wedekind, 1914
    - Überfamilie Clymenioidea Edwards, 1849
    - Überfamilie Wocklumerioidea Schindewolf, 1937
    - Überfamilie Gonioclymenioidea Hyatt, 1884